# Ingo Rohrbach

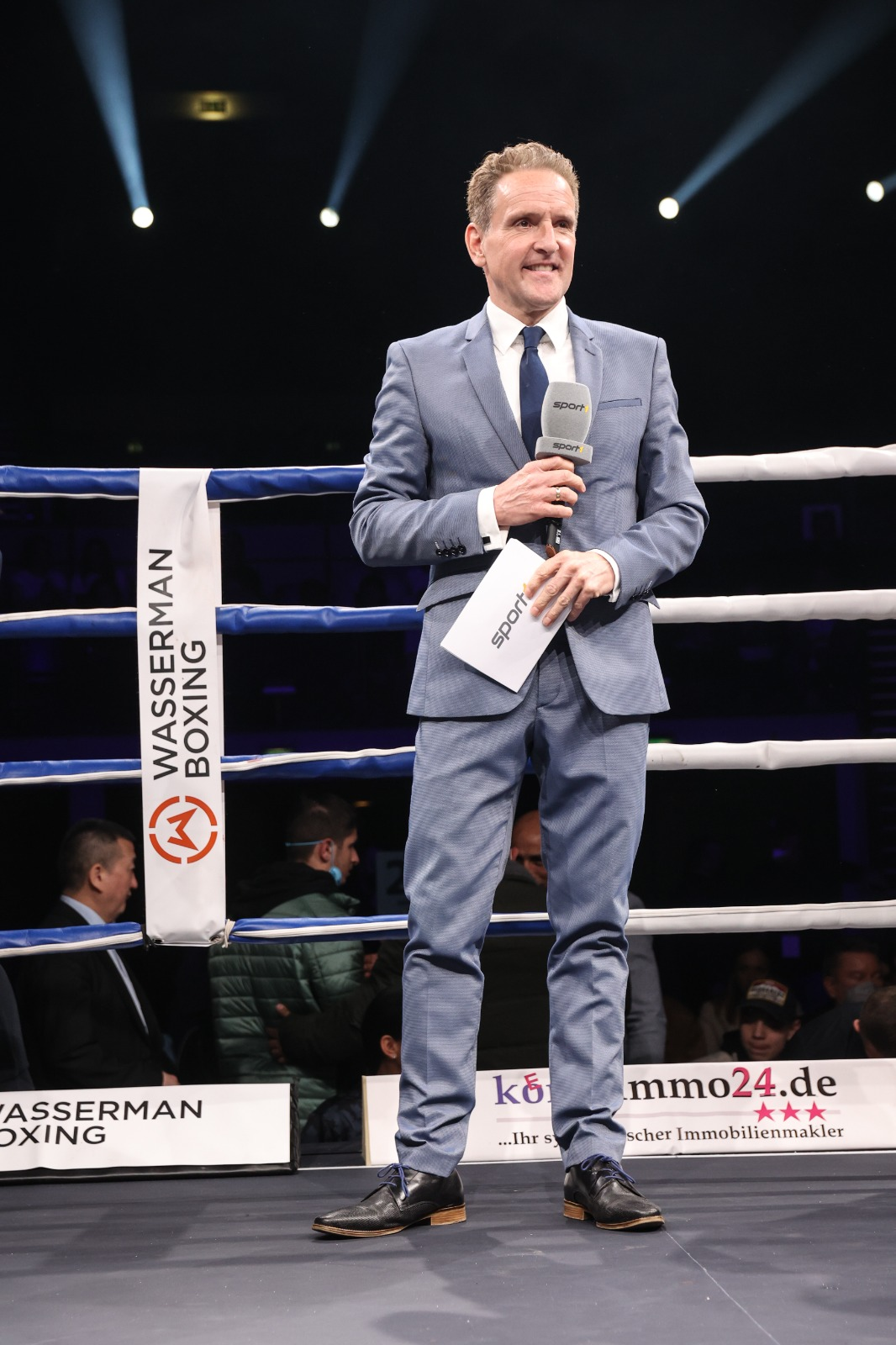
Ingo Rohrbach im Boxring

Ingo Rohrbach (* 21. Januar 1972 in Bad Hersfeld) ist ein deutscher Sportjournalist, Moderator, Sportkommentator und Ringsprecher.

## Leben und Wirken

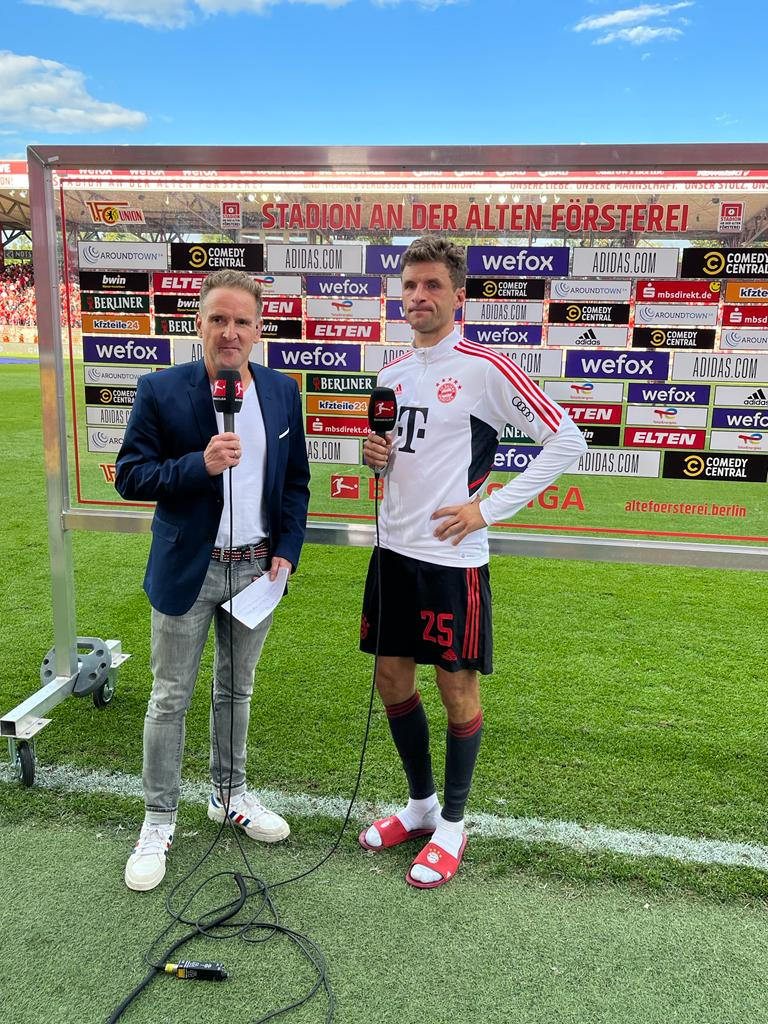
Ingo Rohrbach (links) mit Thomas Müller (2022)

Nach dem Abitur 1991 am Albert-Schweitzer-Gymnasium in Alsfeld absolvierte Rohrbach ein Studium der Amerikanistik, Sport- und Medienwissenschaft an der Philipps-Universität Marburg.
Ab 1997 war er beim Deutschen Sport Fernsehen (DSF) als Redakteur in den Bereichen Boxen und Eishockey tätig und arbeitete in den folgenden Jahren auch für den Sender Premiere/Sky als Leiter der Sendung diverser Live- und Magazinformate in den Bereichen Boxen, Formel 1, Golf, Tennis, NASCAR, Eishockey und Basketball. Von 1999 an war er an über 200 Box-Live-Übertragungen beteiligt und berichtete weltweit von den Kämpfen von unter anderem Vitali und Wladimir Klitschko, Mike Tyson, Lennox Lewis, Evander Holyfield, Oscar de la Hoya, die er im Rahmen dieser Kämpfe interviewte.
Nachdem 2006 der Sender RTL die TV-Rechte an den Boxkämpfen der Klitschko-Brüder erworben hatte, wechselte Rohrbach mit seinem Kollegen Tobias Drews zu RTL. Neben Boxen wurde er auch im Bereich Fußball eingesetzt und arbeitete bei Live-Berichterstattungen der deutschen Fußballnationalmannschaft im Rahmen der Qualifikationsspiele mit. Außerdem berichtete er als Stadionreporter von der 2. Liga für den RTL-Sender Nitro.
Bei Arena Box-Promotion in Hamburg begleitete er von 2007 bis 2009 die Bereiche Management, Bereichsleitung TV und moderierte deren Pressekonferenzen und Events.
Als 2009 Sat.1 die Marke ran Boxen ins Leben rief, war Rohrbach an der Seite von Wolff-Christoph Fuss für den Sender tätig. Er berichtete live als Interviewer, Ringsprecher und Kommentator u. a. über Boxkämpfe von Felix Sturm und Jürgen Brähmer. Im Jahr 2011 arbeitete Rohrbach im Team der RTL-Sportredaktion, die für die Übertragung des Boxevents Wladimir Klitschko gegen David Haye mit dem Deutschen Fernsehpreis ausgezeichnet wurde.

### Ringsprecher
Seit 2007 ist Rohrbach Ringsprecher für die deutschen Boxveranstalter Sauerland Event, SES Boxing, EC-Boxing und Universum Box-Promotion. Im Rahmen der Boxevents moderiert er die Pressekonferenzen und das offizielle Wiegen der Sportler bei der jeweiligen Veranstaltung.

### Kieler Woche
Seit 2008 ist Rohrbach als Interviewer, Leiter der Sendung und Regisseur bei Kieler Woche TV, das einmal jährlich von allen Rennen der Kieler Woche berichtet, im Einsatz. Er war 2021 dort neben Alexander Ruda vom ZDF und Mirko Gröschner hauptverantwortlicher Redakteur des Programms.

### Reporter und Schauspieler
Seit 2013 arbeitet Rohrbach für die Bundesliga/DFL Deutsche Fußball Liga. Er ist deutschlandweit bei Bundesligaspielen als englischsprachiger Reporter für das internationale Programm der DFL im Einsatz und interviewt vor und nach den Spielen Spieler und Offizielle der jeweiligen Vereine am Spielfeldrand. Neben seiner Tätigkeit als Sportreporter ist Rohrbach zudem seit 2016 als Promi-Reporter für das Magazin Brisant unterwegs und trifft regelmäßig Künstler aus dem Showbusiness zu exklusiven Interviews.
2021 engagierte der Regisseur Tom Tykwer Rohrbach als Schauspieler für die Serie Babylon Berlin (4. Staffel). Rohrbach spielte einen Ringansager und Hallensprecher der 1930er Jahre.

### Privates
Rohrbach ist verheiratet und lebt mit seiner Frau und seinen beiden Kindern in Hamburg.

## Auszeichnungen
- 2011: Deutscher Fernsehpreis für die RTL-Sportredaktion, Boxevent Wladimir Klitschko gegen David Haye.
- 2019: Herqul Award, Sport1-Boxredaktion, beste Boxberichterstattung.